# Xã Duncan, Michigan
Xã Duncan (tiếng Anh: Duncan Township) là một xã thuộc quận Houghton, tiểu bang Michigan, Hoa Kỳ. Năm 2010, dân số của xã này là 236 người.